# Alysson spinosus
Alysson spinosus ist ein Hautflügler aus der Familie der Crabronidae.

## Merkmale
Die Tiere erreichen eine Körperlänge von 6,5 bis 8 Millimetern (Weibchen) bzw. 4 bis 6,5 Millimetern (Männchen). Ihr Körper ist schwarz, am zweiten Tergit des Hinterleibs befinden sich seitlich weißliche Flecken. Das erste Hinterleibssegment der Weibchen ist rotbraun. Das Dorsalfeld der Männchen ist netzartig gerunzelt und auf der Hinterseite abgerundet. Die Männchen können durch dieses Dorsalfeld, die Weibchen durch das rotbraune erste Segment von den übrigen Arten der Gattung Alysson unterschieden werden.

## Vorkommen
Die Art kommt in Nordafrika und Europa, nördlich bis nach Dänemark vor. Sie besiedelt trockene und temperaturbegünstigte Lebensräume mit Sandboden, wie etwa Sandgruben, Waldränder oder Ruderalflächen. Die Tiere fliegen von Mitte April bis Mitte September. Die Art ist in Mitteleuropa selten bis verbreitet anzutreffen.

## Lebensweise
Die Weibchen von Alysson spinosus legen ihr Nest auf sonnenbeschienenem Sand, aber auch Kies an. Der Hauptgang ist zunächst flach geneigt und führt dann senkrecht zu vermutlich einer einzelnen Zelle. Die Weibchen sind nur an bestimmten warmen Tagen vormittags und mittags aktiv. Die Brut wird mit Zikaden versorgt, die zwischen den Mandibeln gepackt und angeflogen werden.